# Баданина, Елена Владимировна
Елена Владимировна Баданина (21 мая 1992, Никольск, Вологодская область) — российская биатлонистка. Трёхкратная чемпионка мира среди девушек (до 19 лет).

## Спортивная карьера
На уровне взрослых в 2014 году стала чемпионкой России в суперспринте, а также завоевала серебряную и две бронзовых медали в других дисциплинах чемпионата страны.

### Юниорские и молодёжные достижения
| Год  | Место проведения        | Возраст | Инд | Спр | Пр | Эст |
| ---- | ----------------------- | ------- | --- | --- | -- | --- |
| 2010 | ЧМ Турсбю               | U19     | 2   | 1   | 1  | 2   |
| 2011 | ЧМ Нове-Место-на-Мораве | U19     | 2   | 3   | 3  | 1   |
| 2012 | ЧЕ Осрблье              | U21     | 12  | 12  | 6  | 2   |
| 2012 | ЧМ Контиолахти          | U21     | 3   | 7   | —  | 4   |
| 2013 | ЧЕ Банско               | U21     | 6   | —   | —  | —   |

## Тренеры
- Пылёв Евгений Анатольевич — первый тренер;